# Василівська сільська рада (Онуфріївський район)
| Василівська сільська рада — колишній орган місцевого самоврядування у Онуфріївському районі Кіровоградської області з адміністративним центром у с. Василівка. Сільській раді були підпорядковані населені пункти: - с. Василівка |

## Склад ради
Рада складалася з 14 депутатів та голови.

### Керівний склад ради
| ПІБ                           | Основні відомості                                                                                                | Дата обрання | Дата звільнення |
| ----------------------------- | --- | ------------ | --------------- |
| Яровий Василь Іванович        | Сільський голова, 1963 року народження, освіта, безпартійний                                                     | 26.03.2006   | 10.12.2006      |
| Ложченко Володимир Андрійович | Сільський голова, 1967 року народження, освіта, член Всеукраїнського об'єднання «Батьківщина»                    | 22.04.2007   | 31.10.2010      |
| Ложченко Володимир Андрійович | Сільський голова, 1967 року народження, освіта середня спеціальна, член Всеукраїнського об'єднання «Батьківщина» | 31.10.2010   |                 |

Примітка: таблиця складена за даними джерела

## Населення
Згідно з переписом УРСР 1989 року чисельність наявного населення села становила 844 особи, з яких 354 чоловіки та 490 жінок.
За переписом населення України 2001 року в селі мешкала 841 особа.

### Мова
Розподіл населення за рідною мовою за даними перепису 2001 року:
| Мова       | Відсоток |
| ---------- | -------- |
| українська | 97,38 %  |
| російська  | 2,50 %   |
| молдовська | 0,12 %   |